# 4. Klavierkonzert (Saint-Saëns)

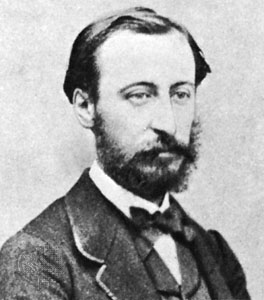
Saint-Saëns im Jahr 1875

Das 4. Klavierkonzert in c-Moll, op. 44, ist ein Werk für Klavier und Orchester des französischen Komponisten Camille Saint-Saëns.

## Entstehung
Das vierte Klavierkonzert entstand im Jahr 1875, etwa sieben Jahre nach dem vorausgegangenen 3. Klavierkonzert. Dem Werk ist eine größere Reife und kompositorische Fortgeschrittenheit im Vergleich zu dem vorher entstandenen Konzert anzumerken. Saint-Saëns verwendet hier experimentell eine zweisätzige Form, die jedoch aus fünf charakterlich unterschiedlichen Teilen besteht. Das Konzept des Konzerts besteht in der vielseitigen Verarbeitung und Veränderung eines Grundmotivs, das einem französischen Lied entstammt. Hierfür gibt der Komponist die klassische Sonatensatzform auf. Wie sonst nur das 2. Klavierkonzert (g-Moll) steht dieses ausdrucksstarke Werk in einer Molltonart.
Das Stück ist dem Konzertpianisten Anton Door gewidmet.

## Zur Musik

### Besetzung
Solo-Klavier, 2 Flöten, 2 Oboen, 2 Klarinetten, 2 Fagotte, 2 Hörner, 2 Trompeten, 3 Posaunen, Pauke und Streicher

### 1. Satz: Allegro moderato – Andante

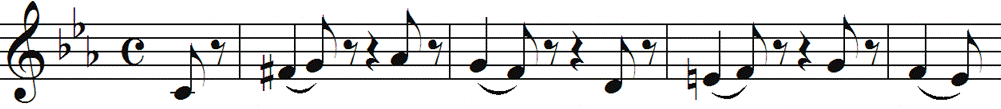
Notenbeispiel: Das Hauptthema des Konzerts

Die erste Abteilung des Werkes beinhaltet die beiden ersten Teile des fünfteiligen Konzepts. Das Thema und Urmotiv (siehe Notenbeispiel) des gesamten Konzerts wird zu Beginn des Satzes im Allegro von den Streichern vorgestellt. Es stellt ein vom Komponisten bearbeitetes französisches Lied dar. Dialogisch entwickeln nun Orchester und sich immer virtuoser steigerndes Soloklavier das Thema. Es erklingt schließlich fortissimo in majestätischem c-Moll, bevor es von Holzbläsern und Klavier scherzhaft mit sprunghaften Läufen abgewandelt wird. Statt der Sonatensatzform wendet Saint-Saens die Kompositionstechnik der Variation und Verarbeitung an, so dass das ganze Konzert im übertragenen Sinne als Durchführung des Urmotivs angesehen werden könnte.
Ein Übergangsteil, bestehend aus zu Arpeggien aufgebrochenen Akkorden, führt zu einer lyrischen Variante des Liedes. Diese stellt den zweiten Teil des Konzerts und somit den Andante-Teil des ersten Satzes dar. Die piano vorgetragene Weise wird in der Folge vom romantisch-elegischen Klavier umspielt. Im fünften Teil des Konzerts wird diese lyrische Form des Themas wieder aufgenommen und majestätisch gesteigert. Eine erste Steigerung erfährt es bereits im Anschluss, da es vom Soloklavier und großgriffigen Akkorden virtuos ausgeschmückt wird.
Leise Blechbläserfanfaren im Hintergrund des zunehmend unruhigen musikalischen Geschehens erzeugen einen Spannungsaufbau, der jedoch zu Ende des ersten Satzes nicht mehr aufgelöst wird.

### 2. Satz: Allegro vivace – Andante – Allegro
Die zweite Abteilung umfasst die Teile 3 bis 5 des Konzerts, beginnend mit einem Allegro-Teil, der mit scherzhaft vorbeihuschenden Sequenzen im Klavier und den Holzbläsern einsetzt. Er übernimmt die Funktion eines Scherzosatzes. Das Urmotiv des Konzerts erscheint nun in einer rhythmisch veränderten, sprunghaften Variante im Orchester, vom Klavier scherzhaft umspielt, bevor es das Thema selbst aufnimmt. Ein kindlich-einfach wirkendes Motiv erscheint im Klavier, bestehend aus aus dem Urmotiv entwickelten Tonfolgen, die mit bis zu sechs Tonwiederholungen (schnell nacheinander ausgeführte Primen) pro Note gespielt werden. Das Orchester antwortet mit kurzen Einwürfen im Gegenrhythmus.
Der folgende, charakterlich gegensätzliche Andante-Teil beginnt mit drohenden Motiven in den Streichern. In den Flöten taucht nun aber wieder die lyrische und gesangliche Variante des Hauptthemas auf. Ein plötzlicher virtuoser Ausbruch des Klaviers führt mit Trompetenfanfaren zum abschließenden Teil des Konzerts.
Im letzten Allegro-Teil des Werkes stellt das Klavier die lyrische und sehr gesangliche Ausformung des Themenmaterials in einer zunächst monophonen Form dar. Die Themenherkunft als Lied ist hier kaum noch zu verkennen. Die folgende Apotheose ergreift nun das ganze Orchester. Immer wieder umspielt vom Soloinstrument, wird das Liedthema weiterverarbeitet, wobei der freudige und optimistische Duktus stets beibehalten wird. Das alte c-Moll des Konzertbeginns hat sich zu einem strahlenden C-Dur gewandelt. In diesem Charakter endet das Konzert nun auch in einer großen und alles mitreißenden Coda, in der das jubelnde Lied abschließend auch in den Blechbläsern erklingt.

## Wirkung
Die besondere konzeptionelle und motivische Arbeit Saint-Saëns’ in diesem Werk stellt einen Höhepunkt seines Schaffens dar. So wurde auch die Uraufführung des Werkes 1875 mit dem Komponisten als Solisten zu einem großen Erfolg. Der französische Komponist Gabriel Fauré erstellte einige Jahre später ein Arrangement des Konzerts für zwei Klaviere. Das Konzert erfreut sich heute nach wie vor großer Beliebtheit und wird sehr häufig aufgeführt. Es gilt als eines der stärksten Werke Saint-Saëns’, das durch seine Innovation den hin und wieder geäußerten Vorwurf des rückständigen Kompositionsstil des Franzosen zu entkräften vermag.